# Mavro Orbini

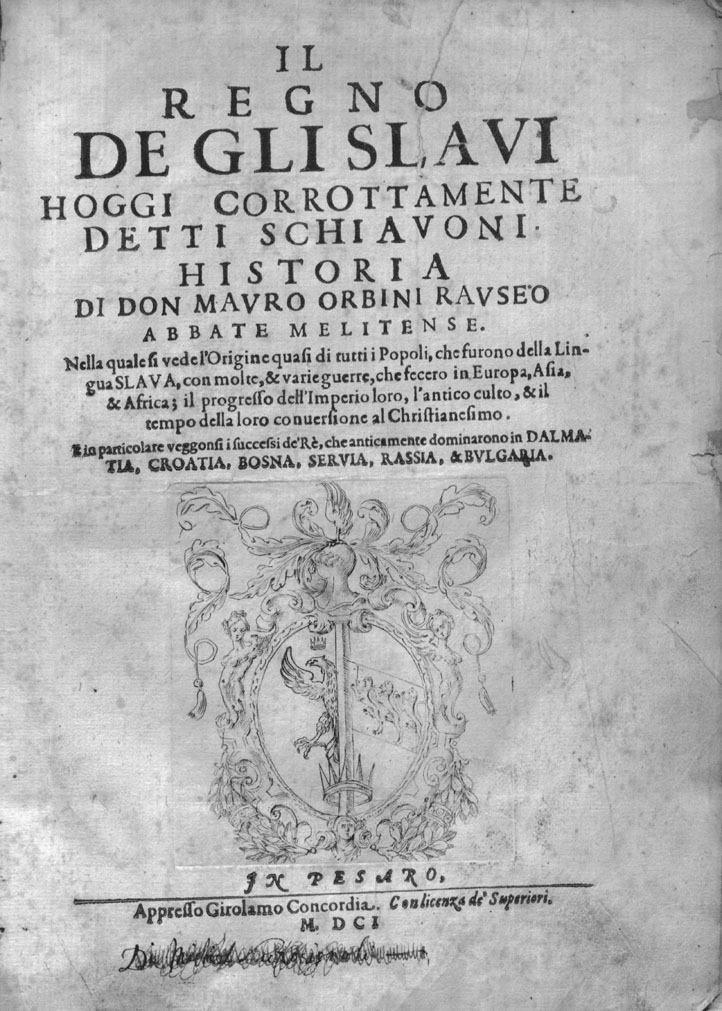
Přebal spisu Království Slovanů

Mavro Orbini (1563 Dubrovník – 1614) byl dubrovnický vzdělanec a představitel tzv. barokního slavismu. Známým se stal především svým dílem Království Slovanů (italsky Il Regno degli Slavi), které potom silně ovlivnilo celou řadu jihoslovanských obrozenců v 19. století. V něm se pokoušel důkladně popsat dějiny Slovanů od nejstarších (až biblických časů do tehdejší doby).